# Lophochernes mucronatus
Lophochernes mucronatus är en spindeldjursart som först beskrevs av Albert Tullgren 1907.  Lophochernes mucronatus ingår i släktet Lophochernes och familjen tvåögonklokrypare. Inga underarter finns listade i Catalogue of Life.